# Bernard Polczyk
Bernard Polczyk (ur. 14 sierpnia 1911 w Łagiewnikach, obecnie część Bytomia, zm. 2 stycznia 1986) – polski działacz partyjny i państwowy, górnik, prezydent i przewodniczący Prezydium MRN w Chorzowie (1945–1951), przewodniczący Prezydium MRN w Szczecinie (1951–1953).

## Życiorys
Pochodził z rodziny robotniczej, syn powstańca śląskiego. Po szkole powszechnej podjął naukę zawodu kowala, po zwolnieniu w 1934 zdał czeladniczy egzamin piekarski. Ukończył trzyletnią wieczorową szkołę doszkalającą. Do wybuchu II wojny światowej pracował jako maszynista lokomotywy w KWK Łagiewniki. W 1939 uczestniczył w kampanii obronnej, następnie trafił krótko do niewoli. Od 1940 przebywał w Warszawie, pracując w hurtowni aptecznej. Został żołnierzem Armii Krajowej pod pseudonimem „Jacenty”, uczestniczył w powstaniu warszawskim. Później został deportowany do III Rzeszy na roboty przymusowe.
W maju 1945 powrócił do Chorzowa, został pracownikiem KWK Chorzów i referentem Mobilizacji Sił Roboczych. W tym samym roku wstąpił do Polskiej Partii Robotniczej, potem w szeregach Polskiej Zjednoczonej Partii Robotniczej. Został członkiem Komitetu Miejskiego PPR w Chorzowie, następnie 26 października p.o. prezydenta, a 10 listopada 1945 pełnoprawnym prezydentem miasta. W czerwcu 1950 jego stanowisko przekształcono w przewodniczącego Prezydium Miejskiej Rady Narodowej w Chorzowie. Od 17 lipca 1951 do 5 marca 1953 pełnił analogiczną funkcję w Szczecinie.
Powrócił następnie na Górny Śląsk. Ponownie został radnym Miejskiej Rady Narodowej w Chorzowie, w latach 70. kierował w niej Komisją Gospodarki Komunalnej. W latach 80. został prezesem Obywatelskiego Komitetu Ocalenia Narodowego w Chorzowie, kierował również jednym z chorzowskich kół Związku Bojowników o Wolność i Demokrację.
Został pochowany na cmentarzu przy parafii pw. św. Jadwigi Śląskiej w Chorzowie.

## Odznaczenia
W 1955 odznaczony Medalem 10-lecia Polski Ludowej.